# Campos de Júlio
Campos de Júlio est une municipalité brésilienne située dans l'État du Mato Grosso.